# Lucas Alario
Lucas Nicolás Alario (* 8. Oktober 1992 in Tostado) ist ein argentinischer Fußballspieler. Der Stürmer steht bei Internacional Porto Alegre unter Vertrag und absolvierte neun Spiele in der A-Nationalmannschaft.

## Vereinskarriere

### Anfänge in der Heimat
Lucas Alario hatte ab 2007 drei Jahre in der Jugend von San Lorenzo de Tostado in seiner Heimatstadt gespielt und wechselte 2010 in jene des CA Colón, bei dem er 2011 in die erste Mannschaft aufgenommen wurde. In dieser debütierte er in einem Pflichtspiel am 11. Juni 2011, als er in der Liga-Partie gegen Arsenal de Sarandí eingewechselt wurde. Bis 2015 spielte er in 57 weiteren Ligaspielen für den Verein und erzielte zwölf Tore.
Mitte 2015 wechselte er zu River Plate. Dort spielte er in drei Saisons in 46 Partien und erzielte 22 Tore.

### Nach Transferstreit zu Leverkusen
In einem Interview Ende August 2017 äußerte Alario, an einem Arrangement beim deutschen Bundesligisten Bayer 04 Leverkusen interessiert zu sein. Schon am 22. August hatte der Verein ein Angebot über 14 Mio. Euro zzgl. Bonuszahlungen an River Plate gestellt. Der argentinische Erstligist veröffentlichte am 28. August ein Dokument, welches an die Leverkusener Vereinsführung gerichtet ist – sowie nachrichtlich an die UEFA, CONMEBOL und den argentinischen sowie deutschen Verband –, in dem der Verein Bayer 04 Leverkusen auffordert, weitere Schritte, die eine Verpflichtung Alarios ergäben, umgehend zu unterlassen. So habe Alario ohne Wissen des Vereins eine medizinische Untersuchung im Beisein von Verantwortlichen der Leverkusener abgelegt. Sollten die Deutschen den Forderungen nicht nachkommen, erwäge River Plate, die Angelegenheit der FIFA vorzulegen. Nach Darstellung des Vereins darf der Vertrag eines Spielers, der für einen Verein spiele, dessen nationale Liga-Saison bereits begonnen habe, nicht einseitig beendet werden. Bayer 04 Leverkusen dementierte ein regelwidriges Verhalten. Zwei Tage nach der Veröffentlichung des Schreibens ließ sich Alario in und mit einem Trikot von Bayer 04 Leverkusen – das den Schriftzug Alario sowie eine zu diesem Zeitpunkt von Bayer 04 nicht vergebene Rückennummer zeigt – fotografieren.
Am Folgetag veröffentlichte Bayer 04 Leverkusen eine Meldung, wonach Alario die in seinem Vertrag mit River Plate vereinbarte Ausstiegsklausel gezogen habe und die ebenfalls vereinbarte Ablösesumme – umgerechnet rund 23,8 Mio. Euro – überwiesen worden sei. Alario sei damit vertragslos und warte auf eine Spielberechtigung, die der argentinische Verband ausstellen müsse. River Plate reagierte Anfang September mit einer Stellungnahme, in der es heißt, dass der Verein die Annahme der Zahlung verweigert habe. Der argentinische Verband könne daher keine Genehmigung für den Transfer erteilen und unterstütze zudem die Darstellung, nach der die Deutschen gegen die von der FIFA aufgestellten Regeln verstoßen hätten. Bayer 04 Leverkusen veröffentlichte seinerseits am 8. September eine Mitteilung, wonach man nun ein beschleunigtes Verfahren bei der FIFA angestrengt habe, über die man stattdessen die Spielberechtigung für Alario erhalten könne. Bereits drei Tage zuvor hatte Alario zum ersten Mal am Trainingsbetrieb der Leverkusener teilgenommen.
Die FIFA gab Bayer 04 Leverkusen am 21. September 2017 Recht, indem sie das Verhalten von River Plate und des argentinischen Verbandes als nicht rechtmäßig beurteilte. Der Weltverband erteilte gleichzeitig eine sofort gültige Spielgenehmigung für Alario, der in Leverkusen einen Vertrag bis Ende Juni 2022 unterschrieb.
Bereits drei Tage nach dem Inkrafttreten seines Vertrages in Leverkusen absolvierte Alario sein Pflichtspieldebüt für den Verein in der Ligapartie gegen den Hamburger SV in der Anfangsformation. Beim 3:0-Sieg beteiligte er sich an den beiden letzten Toren, wobei er das zweite Tor der Leverkusener in der 23. Spielminute selbst erzielte und den Endstand durch Kevin Volland vorbereitete. Nach 86 Minuten wurde er gegen Joel Pohjanpalo ausgewechselt. Insgesamt kam Alario in der Saison 2017/18 zu 26 Einsätzen für den Verein, wobei er sich 16 Mal an Toren seiner Mannschaft beteiligte, darunter mit 10 selbsterzielten Treffern.
Seinen Vertrag mit Bayer 04 verlängerte er zuletzt im August 2021 bis Mitte 2024.

### Eintracht Frankfurt
Zur Saison 2022/23 wechselte Alario innerhalb der Bundesliga zu Eintracht Frankfurt. Er unterschrieb beim Europa-League-Sieger von 2022 einen Vertrag bis 2025. Sein erstes Pflichtspiel für die Eintracht bestritt er in der ersten Runde des DFB-Pokals gegen den 1. FC Magdeburg, wo er ein Tor zum 4:0-Sieg beisteuerte. Im Gegensatz zu seiner Zeit in Leverkusen konnte sich Alario jedoch nie als Stammspieler durchsetzen.

### Internacional Porto Alegre
Im Januar 2024 wechselte Alaro zum brasilianischen Erstligisten Internacional Porto Alegre.

## Nationalmannschaft
Alario stand erstmals im September 2016 im Kader der argentinischen Nationalmannschaft und debütierte am 2. September gegen Uruguay mit einer Einwechslung. Mehr als 26 Monate nach seinem letzten Spiel im Juni 2017 kam Alario Anfang September 2019 zu seinem Comeback in der argentinischen Auswahl mit einer Einwechslung beim 0:0 in einem Freundschaftsspiel in Chile.

## Erfolge
River Plate
- Copa Libertadores: 2015
- Recopa Sudamericana: 2016
- Copa Argentina: 2016

## Persönliches
Alario wurde im Oktober 1992 in Tostado, der Hauptstadt des Departamento Nueve de Julio in der Provinz Santa Fe, geboren. Er trägt in Argentinien den Beinamen El Pipa, welcher allgemeinhin als die Knarre assoziiert wird. Alario selbst führt den Spitznamen auf seine Zeit beim CA Colón zurück, wobei er den Namen als die Pfeife verstehe, weil dort seine Nase verschiedene Leute an eine Pfeifenform erinnert habe. Er sieht sich als Anhänger der Boca Juniors, zu denen sein ehemaliger Verein River Plate eine starke Lokalrivalität pflegt.